# Поппен, Герман Майнхард
Герман Майнхард Поппен (нем. Hermann Meinhard Poppen; 1 января 1885, Гейдельберг — 10 апреля 1956, там же) — немецкий хормейстер и музыковед.
Ассистент основателя и первого руководителя Гейдельбергского Баховского хора Филиппа Вольфрума; после смерти Вольфрума в 1919 году занял его место и, в свою очередь, руководил этим известным хоровым коллективом на протяжении 36 лет, до своей смерти. В 1931 г. основал при Гейдельбергском университете Институт евангельской церковной музыки (нем. Evangelische Kirchenmusikalische Institut Heidelberg).
Опубликовал сборник церковных песнопений, популярных в соборах Бадена (нем. Evangelisches Kirchengesangbuch der Evangelischen Landeskirche in Baden; 1968, совместно с Германом Грабнером).
Внук Поппена — дирижёр Кристоф Поппен.